# Bamboefluit
Een bamboefluit is een blaasinstrument dat gemaakt is uit een bamboestengel; er zijn wereldwijd vele typen in gebruik, met name in de volksmuziek, zoals te zien is op deze lijst van bamboefluiten.
De oudste typen bamboefluiten worden bespeeld als een dwarsfluit, dat wil zeggen dat de bespeler de toonvorming zelf volledig controleert met zijn lippen. Sommige van dergelijke instrumenten worden letterlijk dwars bespeeld, zoals de Noord-Indiase bansuri, andere halfdwars, zoals de kaval uit de Balkan, of de ney uit Klein-Azië. Weer andere maken gebruik van een scherp geslepen rand en worden recht bespeeld,"( behoren dus tot de familie van de rechte fluiten) zoals de shakuhachi uit Japan, de xiao uit China of de quena uit Zuid-Amerika, die een ingesneden extra spleet heeft om de toonvorming te vergemakkelijken en wordt daarom tot de familie van de "kerffluiten gerekend..
De wijze van spelen is bij modernere instrumenten soms ook vergelijkbaar met die van de blokfluit: de toon wordt in het instrument grotendeels automatisch gevormd door de bouw met behulp van een blok(je).Vandaar de naam Blokfluit.
De toon van een bamboefluit is altijd relatief zacht, vanwege de zachtheid en het geringe gewicht van het materiaal.